# Pelagial
Pelagial, wody pelagialne, strefa pelagialna, toń wodna (od gr. πέλαγος, pélagos – morze) – wody otwarte oceanów, mórz i wielkich jezior oddzielone od brzegów strefami litoralu i sublitoralu. Obejmuje naświetloną warstwę wody do 200 m od powierzchni (epipelagial) oraz coraz głębsze warstwy: mezopelagial, batypelagial i abisal (abisopelagial). Poniżej strefy abisalnej znajduje się strefa denna (bental) lub głębia rowów oceanicznych (hadal – poniżej 6000 m p.p.m.).
Pelagial zasiedlają różne zespoły planktonu i nektonu.